# Larochette
Larochette é uma comuna do Luxemburgo, pertence ao distrito de Luxemburgo e ao cantão de Mersch. Segundo o último recenseamento realizado em 2018, 44,1% da população de Larochette é portuguesa, sendo a comuna com maior concentração de portugueses.

## Demografia
Dados do censo de 15 de fevereiro de 2001 et 28 de juno de 2013
- população total: 1.742(2001) et 2141(2013)
  - homens: 859
  - mulheres: 883
- densidade: 113,12 hab./km²
- distribuição por nacionalidade:

| Nacionalidade  | População 2001 | %      | População 2013 | %      |
| -------------- | -------------- | ------ | -------------- | ------ |
| luxemburgueses | 670            | 38,46% | 816            | 38,11% |
| estrangeiros   | 1.072          | 61,54% | 1.325          | 61,89% |
| - portugueses  | 783            | 44,95% | 996            | 46,52% |
| - franceses    | 56             | 3,21%  | 70             | 3,27%  |
| - italianos    | 55             | 3,16%  | 33             | 1,54%  |
| - belgas       | 43             | 2,47%  | 60             | 2,80%  |
| - alemães      | 33             | 1,89%  | 24             | 1,12%  |
| - iuguslavos   | 23             | 1,32%  |                |        |
| - outros       | 79             | 4,54%  | 142            | 6,63%  |

- Crescimento populacional:

| Ano        | População |
| ---------- | --------- |
| 01/01/2001 | 1.742     |
| 01/01/2002 | 1.791     |
| 01/01/2003 | 1.797     |
| 01/01/2004 | 1.774     |
| 01/01/2005 | 1.760     |
| 01/01/2010 | 1.969     |
| 01/01/2013 | 2.051     |
| 01/01/2021 | 2.220     |